# Герб Хлевенского района
Герб Хлевенского района является официальным символом Хлевенского района Липецкой области. Утвержден решением третьей сессии Хлевенского районного Совета депутатов № 31 от 2 апреля 2004 года.

## Описание герба (блазон)
В червлёном поле во главе золотой колокол, по краям и внизу - внутренняя кайма того же металла, образованная колосьями; поверх всего - лазоревый пояс.

## Обоснование символики
В основу композиции герба положены исторические, географические, культурные особенности Хлевенского района. Село Хлевное известно с 1629 года, когда Московское государство укреплялось на территории Дикого поля. Село закладывалось служилыми как военный и обзорный пункт за движением крымских татар.
Все фигуры герба имеют многозначную символику.
В Хлевном в царское время располагалась почтовая станция, доставляющая письма и пассажиров в окрестные города — Липецк, Воронеж, Елец и Задонск. Символом почтовой службы в России всегда являлся колокол. Также в геральдике это символ духовности, небесного свода.
Золото — символ высшей ценности, величия, прочности, силы, великодушия.
Красный цвет в геральдике символизирует труд, жизнеутверждающую силу, мужество, праздник, красоту.
Внутренняя золотая кайма, образованная колосьями, говорит о сельскохозяйственной направленности района. Колос — символ плодородия и животворной силы.
Лазоревый пояс указывает на реки Дон и Воронеж, протекающие по территории района.
Лазурь в геральдике ассоциируется с водой, чистым небом и означает мышление, добродетель, чистоту.